# نووه سادی (ناحیه ژدار ناد سازاوو)
نووه سادی (ناحیه ژدار ناد سازاوو) (به چکی: Nové Sady) یک منطقهٔ مسکونی در جمهوری چک است که در ناحیه ژدار ناد سازاووو واقع شده‌است. نووه سادی ۳٫۶۵ کیلومتر مربع مساحت و ۱۸۸ نفر جمعیت دارد و ۴۹۵ متر بالاتر از سطح دریا واقع شده‌است.